# Heterusia conflictata
Heterusia conflictata är en fjärilsart som beskrevs av Achille Guenée 1858. Heterusia conflictata ingår i släktet Heterusia och familjen mätare. Inga underarter finns listade i Catalogue of Life.